# 激突 なりきりスター天下とったる歌合戦!
『激突 なりきりスター天下とったる歌合戦!』（げきとつ なりきりスターてんかとったるうたがっせん）は、フジテレビ系列で、1997年5月27日「火曜ワイドスペシャル」(現・カスペ!)枠で放送されたスペシャル番組。

## 審査方法
- 現在放送中の『爆笑そっくりものまね紅白歌合戦スペシャル』と同様に、一般審査員（全員女性）50名は各自1点の持ち点と10名ゲスト審査員各自5点を投票し、計100点を競う。
- チャンピオンに輝くと、くす玉から大量の銀色の紙吹雪が降り、優勝旗、賞金100万円。最優秀個人賞にも海外旅行が贈られる。
- ただし、放送時間が84分と限られているため、面白くなかった対戦は編集され「提供クレジット」のバックに使用されてしまう。

## 出演

### 総合司会
- トミーズ雅
- 東ちづる
- 富永美樹（当時フジテレビアナウンサー）

### ゲスト審査員
- 西村知美
- 井森美幸
- 国生さゆり
- さとう珠緒
- 原千晶
- 山瀬まみ
- 新山千春
- 中島唱子
- 島崎和歌子
- 立川宜子

## 出場者
※818-882で白組の優勝。

※最優秀個人賞は底ぬけAIR-LINEが獲得した。
| 赤組 ダチョウ倶楽部    | 曲目                                                                           | 818 | 882 | 白組 翔 岡本夏生 松村邦洋 | 曲目                                          |
| ---------------------- | ------------------------------------------------------------------------------ | --- | --- | ------------------------- | --------------------------------------------- |
| X-GUN                  | SMAP「ダイナマイト」                                                           | 54  | 46  | アンラッキー後藤          | 安室奈美恵「a walk in the park」              |
| アニマル梯団           | 篠原ともえ・財津一郎「ウルトラリラックス」                                     | 74  | 26  | ココリコ                  | むじんくん「勝手にシンドバッド」              |
| ワンダラーズ           | 森進一・勝俣州和「おふくろさん」                                               | 58  | 42  | DonDokoDon                | 美空ひばり・川相昌弘「お祭りマンボ」          |
| ノンキーズ             | ポール・マッカートニー・ジョン・レノン「HELP!」                                | 34  | 66  | 千原兄弟                  | かまやつひろし・トミーズ雅「我が良き友よ」    |
| グレートチキンパワーズ | 結城貢・榊原郁恵「いい湯だな」                                                 | 26  | 74  | 爆笑問題                  | 畑正憲・子馬「おうまの親子」                  |
| つぶやきシロー         | TOSHI(X-JAPAN)「紅」                                                           | 52  | 48  | 山田花子・藤井隆          | 華原朋美・小室哲哉「save your dream」         |
| モリマン               | SPEED「Go! Go! Heaven」                                                        | 39  | 61  | ネプチューン              | 少年隊「仮面舞踏会」                          |
| ジャリズム             | 落合博満・落合福嗣「パパの歌」                                                 | 58  | 42  | 坂道コロコロ              | 中居正広・前田耕陽「俺たちに明日はある」      |
| UBU                    | KEIKO・マーク・パンサー「FACE」                                                | 15  | 85  | 底ぬけAIR-LINE            | 鈴木雅之・宗茂&宗猛「違う、そうじゃない」     |
| 林家いっ平             | 近藤真彦「ミッドナイト・シャッフル」                                           | 35  | 65  | プリンプリン              | 「恋のマカレナ」                              |
| U-turn                 | 久保田利伸 with ナオミ・キャンベル「LA・LA・LA LOVE SONG」                     | 57  | 43  | メッセンジャー・中川家    | SMAPでSCOP「がんばりましょう」                |
| ピーピングトム         | オスカル・ラスカル「ベルサイユのばらより『愛あればこそ』～あらいぐまラスカル」 | 43  | 57  | 雨上がり決死隊            | 女子高生&ストーカー「太陽にくちづけを」       |
| 海砂利水魚             | 小澤征爾・小沢健二「ラブリー」                                                 | 57  | 43  | FUJIWARA                  | 神田川俊郎・パンチョ伊東「YAH YAH YAH」       |
| 赤組 放送カット        | 曲目                                                                           | 216 | 184 | 白組 放送カット           | 曲目                                          |
| BOOMER                 | 大江千里・志茂田景樹「かっこ悪い振られ方」                                     | --  | --  | つげシスターズ            | PUFFY「これが私の生きる道」                   |
| カール北川             | B'z「FIREBALL」                                                                | --  | --  | 井沢静香                  | CHARA「Swallowtail Butterfly 〜あいのうた〜」 |
| 桜井ちひろ             | YUKI「そばかす」                                                               | --  | --  | みかずき組                | マナカナ「年下の男の子」                      |
| 風流三昧               | バナナラマ「ヴィーナス」                                                       | --  | --  | コージー冨田              | 武田鉄矢他「贈る言葉」                        |

## スタッフ
- 構成：沢口義明
- 音楽：タバタ音楽事務所
- 編曲：KTS企画、川上慎一、若田部和幸、西村葉子
- 指揮：山本とおる
- コーラス：ウィン
- 演奏：なりきりスター・バンド
- 振付：三浦亨
- 技術：ニユーテレス 梅谷昌弘
- カメラ：藤江雅和、高田治
- 映像：瀧本恵司
- VTR（録画）：石井利幸
- 音声：篠良一、松本政利
- ENG：ビジョンユニバース 原巌、小宮一浩
- 照明：奈良芳男・金沢利徳（共にFLT）
- バリライト：長谷川晃
- レーザー：吉田哲巳
- PA：篠原康夫
- 特機：長島直和
- 美術制作：重松照英（フジテレビ）
- デザイン：桐山三千代（フジテレビ）
- 美術プロデューサー：北林福夫（フジアール）
- 美術進行：大野恭一郎（フジアール）
- 大道具：服部孝志（当時東宝舞台、現フジアールアートコーディネート部）
- アートフレーム：江尻正（エスケイシステム）
- 装飾：内山勝博（テレフィット）
- 持道具：土屋洋子（京阪商会）
- 衣裳：保沢紀・小濱祐見子（共に東京衣裳）
- メイク：春山輝江（山田かつら）
- かつら：川田明子（山田かつら）
- 視覚効果：中山信男（東京特殊効果）
- 電飾：大木謙二（興進電化）
- アクリル装飾：橋本順（ナカムラ綜美）
- 生花装飾：坂口曜子（京花園）
- 植木装飾：森慶申（野沢園）
- 楽器：赤木茂和
- 特殊美術：佐藤吉一（CAVIN）
- タイトル：岩崎光明
- エディットディレクター：轟禎治（D-Craft）
- MA：新野真（IMAGICA）
- スキャニ：後藤和夫（IMAGICA）
- ペイント：菊池大介（IMAGICA）
- 音響効果：古屋暢（4-Legs）
- 編成：原田冬彦（当時フジテレビ、現NEXTEP）
- 広報：大貫伊都子（フジテレビ）
- 協力：渡辺プロダクション（現ワタナベエンターテインメント）、ホリプロ、吉本興業、太田プロダクション
- 制作協力：4-Legs
- ブレーン：小林国男、酒井一夫、杉山王郎、松原一成、高井均
- デスク：江橋輝美、斉藤真理子、天野華子
- 制作：千野一巳
- TK：江守紀代子
- フロアアシスタント：早川和孝（当時Fact）、寺内輝和、青野亜希子、石田夏樹
- アシスタントディレクター：和田実（フジテレビ）、児玉芳郎（当時4-Legs、現フジテレビ）
- ディレクター：染谷昌彦（Fact）、岡山武史・栗原真（共に4-Legs）
- 演出：笠井昌章（当時フジテレビ、現FCC）
- プロデューサー：佐藤昭・安藤厚司・鈴木雅視（全員4-Legs）
- チーフプロデューサー：木村忠寛（フジテレビ）
- 制作：フジテレビ制作局第二制作部（現フジテレビ編成総局バラエティ制作局バラエティ制作センター）
- 制作著作：フジテレビ